# Dobiegniew (gmina)
Dobiegniew – gmina miejsko-wiejska w Polsce położona w województwie lubuskim, w powiecie strzelecko-drezdeneckim. W latach 1975–1998 gmina administracyjnie należała do województwa gorzowskiego.
Siedziba gminy to Dobiegniew.
Według danych z 30 czerwca 2024 gminę zamieszkiwało 6 126 osób.

## Ochrona przyrody
Na obszarze gminy znajdują się następujące rezerwaty przyrody:
- rezerwat przyrody Flisowe Źródliska – chroni kompleks źródliskowy wraz z otaczającym lasem wraz z charakterystycznymi, rzadkimi gatunkami roślin, w tym roślin zarodnikowych i zwierząt;
- rezerwat przyrody Torfowisko Linkowo – chroni kompleks torfowisk wraz z mozaiką towarzyszących im siedlisk wodnych i bagiennych oraz stanowiskami cennych roślin naczyniowych;
- rezerwat przyrody Torfowisko Osowiec – chroni pojezierne torfowisko węglanowe z roślinnością mechowiskową i szuwarem kłoci wiechowatej wraz z charakterystycznymi rzadkimi i chronionymi gatunkami roślin naczyniowych i mszaków.

## Struktura powierzchni
Według danych z roku 2002 gmina Dobiegniew ma obszar 350,99 km², w tym:
- użytki rolne: 27%
- użytki leśne: 60%

Gmina stanowi 28,12% powierzchni powiatu.

## Demografia

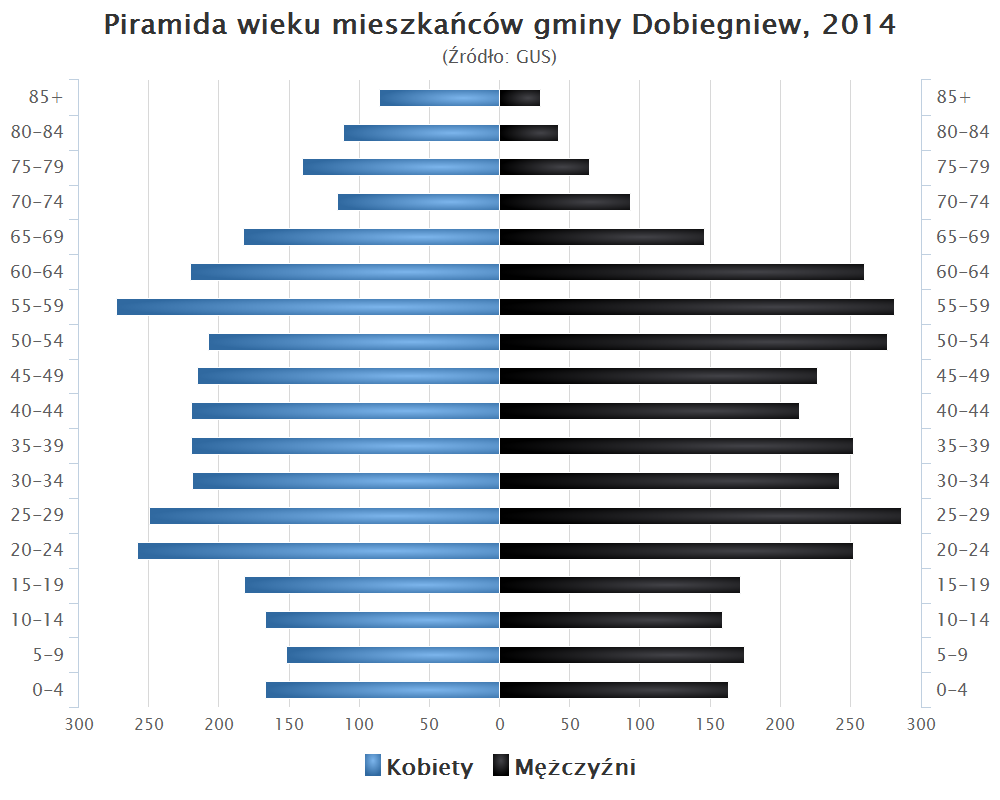
Piramida wieku mieszkańców gminy Dobiegniew w 2014 roku

Dane z 30 czerwca 2024:
| Opis                              | Ogółem | Ogółem | Kobiety | Kobiety | Mężczyźni | Mężczyźni |
| --------------------------------- | ------ | ------ | ------- | ------- | --------- | --------- |
| jednostka                         | osób   | %      | osób    | %       | osób      | %         |
| populacja                         | 6126   | 100    | 3053    | 50,4    | 3073      | 49,6      |
| gęstość zaludnienia (mieszk./km²) | 17,45  | 17,45  | 8,70    | 8,70    | 8,75      | 8,75      |

## Miejscowości
Chomętowo, Chrapów, Czarnolesie, Derkacze, Dębnik, Dębogóra, Dobiegniew (kolonia), Głusko, Grabionka, Grąsy, Grzmikoło, Jarychowo, Kamienna Knieja, Kępa Zagajna, Kowalec, Kubczyce, Lipinka, Lubiewko, Łęczyn, Ługi, Ługowo, Mierzęcin, Młodolino, Moczele, Mostniki, Niemienica, Niwy, Nowy Młyn, Osieczek, Osiek, Osowiec, Ostrowiec, Ostrowiec (osada), Ostrowite, Podlesiec, Podszkle, Pokręt, Radachowo, Radęcin, Rolewice, Rozkochowo, Sarbinowo, Sitnica, Sławica, Słonów, Słonówek, Słowin, Starczewo, Stare Osieczno, Suchów, Świnki, Urszulanka, Wilczy Dół, Wołogoszcz, Żeleźnica.

## Sąsiednie gminy
Bierzwnik, Człopa, Drawno, Drezdenko, Krzyż Wielkopolski, Stare Kurowo, Strzelce Krajeńskie
Zobacz też: gmina Dobiegniewo